# Lavanonia balmati
Lavanonia balmati är en insektsart som beskrevs av Marius Descamps och Wintrebert 1965. Lavanonia balmati ingår i släktet Lavanonia och familjen Euschmidtiidae. Inga underarter finns listade i Catalogue of Life.